# Маріу Піріш
Маріу Піреш (нар. 1949) — політичний діяч Гвінеї-Бісау, прем'єр-міністр країни у 2002–2003 роках.